# Macromitrium cuspidatum
Macromitrium cuspidatum är en bladmossart som beskrevs av Georg Ernst Ludwig Hampe 1844. Macromitrium cuspidatum ingår i släktet Macromitrium och familjen Orthotrichaceae. Inga underarter finns listade i Catalogue of Life.